# Acacia sibina
Acacia sibina é uma espécie de leguminosa do gênero Acacia, pertencente à família Fabaceae.